# Franz Beckenbauer
Franz Anton Beckenbauer (nemška izgovarjava: [fʁants ˈʔantoːn ˈbɛkn̩ˌbaʊɐ] ()), nemški nogometaš in nogometni trener, * 11. september 1945, München, Nemčija, † 7. januar 2024, München.
Franz Beckenbauer je bil profesionalni nogometaš in trener z vzdevkom Der Kaiser Bil je vsestranski nogometaš, ki je začel kot vezist, uveljavil pa se na položaju branilca, kjer je bil začetnik modernega libera. Uspehe je dosegal na klubskem in reprezentančnem nivoju, je eden devetih nogometašev z naslovoma svetovnega in evropskega prvaka ter nagrado zlata žoga, zato ga pogosto uvrščajo na lestvice najboljših nogometašev v zgodovini. 
Beckenbauer je odigral 103 tekme za zahodnonemško reprezentanco ter nastopil na treh svetovnih prvenstvih in dveh evropskih. Je eden treh z naslovom svetovnega prvaka v vlogah nogometaša in selektorja, ob Máriu Zagallu in Didieru Deschampsu. Leta 1974 je osvojil naslov svetovnega prvaka kot kapetan zahodnonemške reprezentance, leta 1990 pa še kot selektor. Kot prvi kapetan je osvojil naslova svetovnega in evropskega prvaka na reprezentančnem ter evropski pokal na klubskem nivoju. Leta 1998 je bil izbran v najboljšo postavo 20. stoletja, leta 2002 v sanjsko postavo svetovnih prvenstev, leta 2020 v sanjsko postavo dobitnikov zlate žoge, leta 2004 pa na Peléjev seznam stotih najboljših nogometašev.
Na klubskem nivoju je z Bayernom osvojil pokal pokalnih zmagovalcev leta 1967 in tri zaporedne naslove v evropskem pokalu med letoma 1974 in 1976, kar mu je uspelo kot prvemu kapetanu. Po končani nogometni karieri je postal trener Bayerna, kasneje pa še njegov predsednik. V dveh obdobjih je igral za ameriški New York Cosmos, zaradi česar je bil uvrščen v ameriški nogometni hram slavnih.